# Polychidium muscicola
Polychidium muscicola är en lavart som först beskrevs av Olof Swartz, och fick sitt nu gällande namn av Samuel Frederick Gray 1821. Polychidium muscicola ingår i släktet Polychidium och familjen Massalongiaceae.  Arten är reproducerande i Sverige. Inga underarter finns listade i Catalogue of Life.